# Portrait de François-Marius Granet
Le Portrait de François-Marius Granet est un tableau peint en 1807 par Jean-Auguste-Dominique Ingres. Il représente François-Marius Granet, artiste et ami du peintre et son ancien condisciple à l'atelier de Jacques-Louis David. Premier d'une série de portraits en plein air de la période romaine du peintre, la figure de Granet se détache devant une vue du Quirinal de Rome. Ayant longtemps appartenu au modèle, le tableau fait partie des collections du musée Granet.  

## Historique
Donné par Ingres à son ami François-Marius Granet, le portrait reste dans ses collections, jusqu'à ce que celui-ci le lègue en 1849 au musée Granet d'Aix-en-Provence. 